# Noordsluis
Het waterschap  De Noordsluis  was een waterschap in de Nederlandse gemeenten Oostvoorne en Rockanje in de provincie Zuid-Holland.
Het waterschap was in 1886 ontstaan uit een fusie van :
- Polder Oostvoorne
- Polder Rugge
- Polder Klein Oosterland
- Rockanje en annexe polders
- polder Naters en Pancrasgors

Het waterschap was verantwoordelijk voor de waterhuishouding in de polders.